# Sobekhotep III
Sekhemre Sewadjtawy Sobekhotep (tức Sobekhotep III) là một pharaoh Ai Cập thuộc Vương triều thứ 13. Ông cai trị trong khoảng 4 năm, bắt đầu triều đại từ khoảng thập niên 1740 TCN hoặc 1700 TCN. Ông là một trong những pharaoh đặt tên theo thần cá sấu Sobek.

## Gia đình

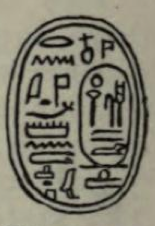
Con dấu bọ hung của Sobekhotep III có mang tên người cha của ông là Mentuhotep.

Gia đình của vị vua này được biết đến từ một số nguồn. Một di tích từ đảo Sehel cho thấy Sobekhotep cùng với người cha Mentuhotep, mẹ của ông là Iuhetibu (Yauheyebu), em trai của ông là Seneb và Khakau, và một người em gái có tên là Reniseneb. Reniseneb là con gái của Iuhetibu với người chồng thứ hai là Dedusobek.
Sobekhotep III có hai người vợ, Senebhenas và Neni. Một tấm bia từ Koptos (Qift), ngày nay nằm tại Louvre (C 8), đề cập tới những người con gái của Nenni: Iuhetibu (Fendy) và Dedetanqet. Iuhetibu Fendy đã viết tên của bà trong một đồ hình. Đây là lần thứ hai trong lịch sử Ai Cập, một người con gái của đức vua được nhận vinh dự này.
Senebhenas được miêu tả cùng với Sobekhotep trên một bệ thờ tại đảo Sehel và một tấm bia tại Wadi el-Hol. Tấm bia này miêu tả Sobekhotep III phía trước vị thần Monthu. Ông nhận được một ankh và một quyền trượng was từ vị thần. Sobekhotep được theo sau bởi người cha của ông Montuhotep, người mẹ Iuhetibu của ông, và người vợ Senebhenas của ông.

## Trị vì
Sobekhotep III được biết đến thông qua một số lượng lớn các hiện vật bất chấp thực tế rằng bản danh sách vua Turin chỉ ghi lại một triều đại kéo dài 4 năm và 2 tới 4 tháng dành cho ông. Ông đã bổ sung thêm những bản khắc cho ngôi đền Menthu tại Madamud và xây dựng một nhà nguyện tại El Kab. Trên đảo Sehel một bệ thờ đã được tìm thấy cùng với tên của ông.
Một số con dấu hình bọ hung đã được tìm thấy mà đến từ Người chịu trách nhiệm những chiếc bàn của đức vua Sobekhotep được sinh ra bởi Người chịu trách nhiệm những chiếc bàn của đức vua Mentuhotep. Có khả năng rằng những con dấu này thuộc về Sobekhotep III trước khi ông trở thành vua.
Sobekhotep III là vị vua đầu tiên nằm trong danh sách những vua thuộc Vương triều thứ 13 mà có nhiều bằng chứng cho sự tồn tại của mình. Những vị vua này có rất nhiều kỷ vật và công trình còn lưu lại, đánh dấu cho sự cai trị của họ. Điều này ngụ ý rằng dường như Ai Cập đã tương đối ổn định trong giai đoạn này.

## Hình ảnh
- Kỷ vật của Chính cung Senebhenas
- Iuhetibu Fendy và Dedetanuq tế thần Min